# Baja-Klapperschlange
Die Baja-Klapperschlange (Crotalus enyo) ist eine Art der Klapperschlangen (Crotalus), deren Verbreitungsgebiet sich auf die Baja California sowie einige der Halbinsel vorgelagerte Inseln beschränkt.

## Merkmale
Die Baja-Klapperschlange ist eine kleine Klapperschlange mit einer durchschnittlichen Körperlänge von etwa 50 Zentimetern, kann jedoch in Einzelfällen bis 80 Zentimeter lang werden. Die Schlange hat einen vergleichsweise kleinen und schmalen Kopf und eine relativ große Schwanzrassel. Die Grundfärbung kann in verschiedenen Grautönen oder Braun variieren, das auffällige Zeichnungsmuster besteht aus rötlich- bis gelblichbraunen, runden Flecken, die schwarz umrandet sind. An den Flanken befinden sich kleinere und weniger deutliche Flecken, die direkt unterhalb der Hauptflecken stehen. Die Überaugenschilde sind leicht nach oben gezogen und formen so einen leichten Kamm über den Augen, der jedoch nicht so ausgeprägt ist wie bei der Seitenwinder-Klapperschlange (C. cerastes).

## Verbreitung und Lebensraum

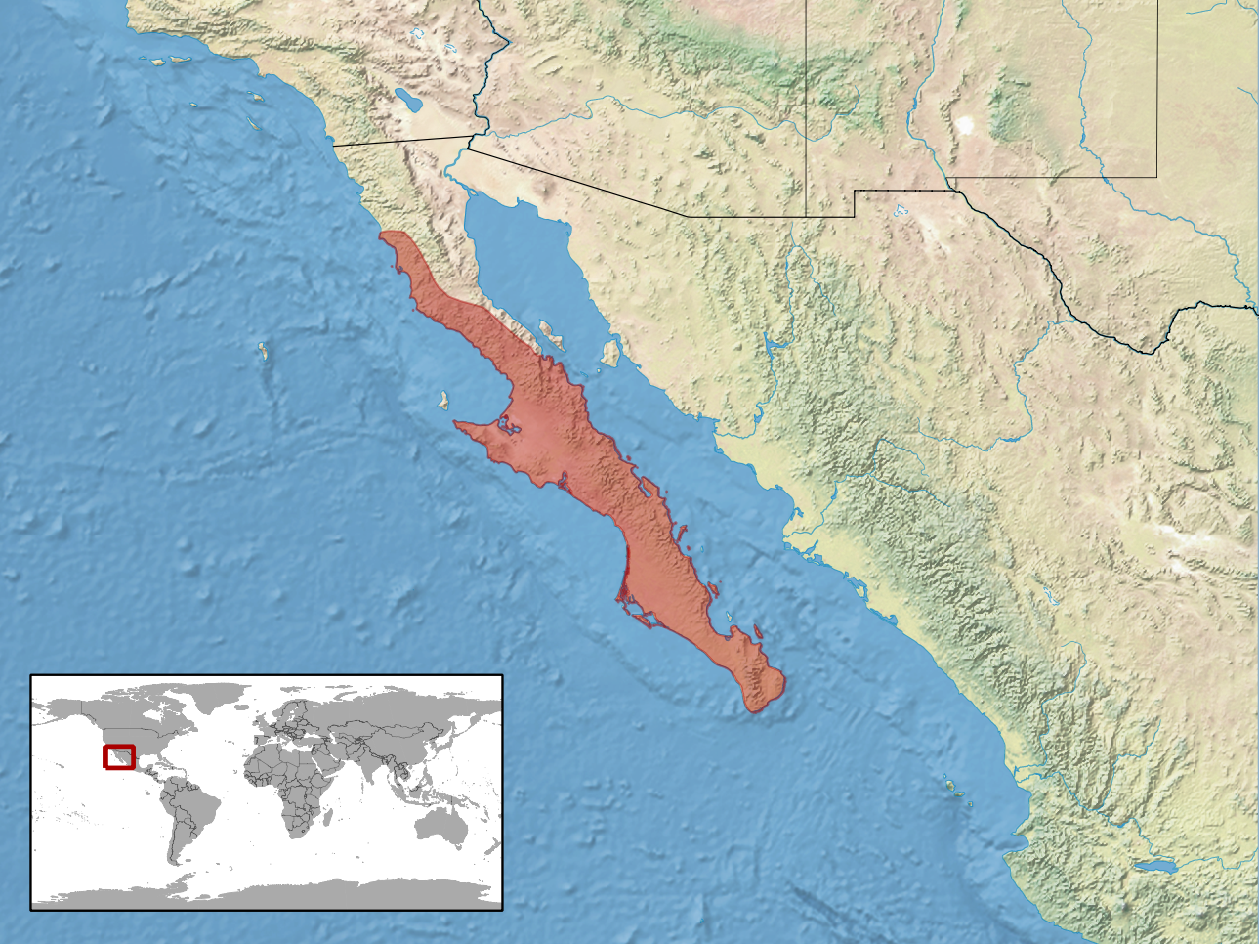
Verbreitungsgebiet

Das Verbreitungsgebiet der Baja-Klapperschlange umfasst annähernd die ganze Baja California in Mexiko. Außerdem findet sich die Art auf einigen Inseln im Golf von Kalifornien sowie auf den Inseln Santa Margarita und Magdalena vor der Pazifikküste der Halbinsel.
Als Lebensraum nutzt die Schlange trockene, steinige Gebiete der Wüste der Baja, in denen Kakteen und andere Sukkulenten als Vegetation vorkommen.

## Schlangengift
Spezifische Wirkungen und Inhaltsstoffe des Giftes dieser Schlange sind unbekannt.

## Systematik
Aktuell werden drei Unterarten der Baja-Klapperschlange unterschieden:
- C. e. cerralvensis auf der Isla Cerralvo
- C. e. enyo auf der Halbinsel Baja California südlich von El Rosario sowie auf den Inseln des Golfs von Kalifornien und den vorgelagerten Inseln
- C. e. furvus auf der Halbinsel Baja California nördlich von El Rosario

## Weiterführende Literatur
- Emily N. Taylor: Diet of the Baja California Rattlesnake, Crotalus enyo (Viperidae). Copeia 2001(2):553-555. 2001, doi:10.1643/0045-8511(2001)001[0553:DOTBCR]2.0.CO;2